# Коксуйски хребет
Коксу̀йският хребет (на руски: Коксуйский хребет) е планински хребет в западната част на планината Алтай, разположен на границата между Русия (Република Алтай и Алтайски край) и Казахстан (Източноказахстанска област). Простира се от северозапад на югоизток на протежение около 70 km между долините на реките Уба (десен приток на Иртиш) на югозапад и Чариш на североизток (ляв приток на Об). На северозапад се свързва с Тигирецкия хребет, а на югоизток – с хребета Холзун. Средна надморска височина 2000 – 2100 m, максимална връх Линейски Белок 2598 m(50°19′15″ с. ш. 84°16′19″ и. д. / 50.320833° с. ш. 84.271944° и. д.), разположена в крайната му югоизточна част, на границата между Русия и Казахстан. Изграден е от кристалинни метаморфни шисти, гнайси и туфогенни скали. От него водят началото си реките Кокса (ляв приток на Катун, лява съставяща на Об) и Уба с няколко свои десни притока. Северните му склонове до височина 1700 – 1800 m са обрасли с елово-смърчово-кедрова тайга, а южните – с планински пасища. Над 1700 – 1800 m растат редки кедрово-лиственични гори, а нагоре следват субалпийски и алпийски пасища. Районите над 2200 m са заети лишейна тундра.